# Qadar
Le Qadar ou Qadr (arabe : al-qaḍāʾ wa al-qadar, القضاء و القدر, la fatalité ) est un concept fondamental en islam qui fait référence à la prédestination divine ou au décret divin. Il s'agit de la croyance que tout ce qui arrive dans l'univers, qu'il s'agisse du bien ou du mal, a été prédéterminé par Allah, y compris les actions et décisions humaines. Ce concept s'appuye sur un certain nombre de versets du Coran, ainsi que de la parole de Mahomet rapportées dans de nombreux hadiths authentiques,, qui affirment sans ambiguité que tout ce qui arrive est décidé à l'avance par Allah.
Les critiques de l'islam soulignent la contradiction soulevée par la prédestination, car cela entre en contradiction directe avec la notion de libre arbitre, ce qui remet en cause le bien-fondé de l'enfer et du paradis comme punition ou récompense éternelle.

## Signification du Qadar
Le Qadar repose sur quatre piliers principaux selon la théologie islamique:
1. L'omniscience d'Allah : Allah sait tout ce qui s'est passé, ce qui se passe et ce qui se passera. Sa science englobe toutes les réalités, même les intentions et les pensées des créatures.
2. L'écriture : Tout ce qui doit arriver a été inscrit dans la Table Gardée (al-Lawh al-Mahfūdh), un registre prééternel où sont consignés les décrets divins.
3. La volonté divine : Rien ne se produit sans la volonté d'Allah. Tout ce qu'Il veut arrive, et tout ce qu'Il ne veut pas n'arrive pas.
4. La création : Allah est le Créateur de toutes choses, y compris des actions humaines, qu'elles soient bonnes ou mauvaises.

## Prédestination selon le coran
Le Coran contient plusieurs versets qui évoquent le concept de prédestination (Qadar). Ces versets soulignent la connaissance absolue d'Allah, Sa volonté souveraine et Sa capacité à tout décréter, y compris la croyance et la volonté des âmes. Voici quelques exemples significatifs:

### Tout ce qui arrive est la volonté d'Allah
Sourate 3, verset 145:
Personne ne peut mourir que par la permission de Dieu, et au moment prédéterminé. Quiconque veut la récompense d'ici-bas, Nous lui en donnons. Quiconque veut la récompense de l'au-delà, Nous lui en donnons et Nous récompenserons bientôt les reconnaissants.
Sourate 6, verset 59:
C'est Lui qui détient les clefs de l'Inconnaissable. Nul autre que Lui ne les connaît. Et Il connaît ce qui est dans la terre ferme, comme dans la mer. Et par une feuille ne tombe qu'Il ne le sache. Et pas une graine dans les ténèbres de la terre, rien de frais ou de sec, qui ne soit consigné dans un livre explicite.
Sourate 7, verset 34:
Pour chaque communauté il y a un terme. Quand leur terme vient, ils ne peuvent le retarder d'une heure et ils ne peuvent le hâter non plus.
Sourate 7, verset 188:
Dis: "Je ne détiens pour moi-même ni profit ni dommage, sauf ce que Dieu veut. Et si je connaissais l'Inconnaissable, j'aurais eu des biens en abondance, et aucun mal ne m'aurait touché. Je ne suis, pour les gens qui croient, qu'un avertisseur et un annonciateur".
Sourate 9, verset 51:
Dis: "Rien ne nous atteindra, en dehors de ce que Dieu a prescrit pour nous. Il est notre Protecteur. C'est en Dieu que les croyants doivent mettre leur confiance".

### Seul Allah guide et égare les âmes
Sourate 2, verset 272:
Ce n'est pas à toi de les guider (vers la bonne voie), mais c'est Dieu qui guide qui Il veut. Et tout ce que vous dépensez de vos biens sera à votre avantage, et vous ne dépensez que pour la recherche de la Face "Wajh" de Dieu. Et tout ce que vous dépensez de vos biens dans les bonnes œuvres vous sera récompensé pleinement. Et vous ne serez pas lésés.
Sourate 2, verset 284:
C'est à Dieu qu'appartient tout ce qui est dans les cieux et sur la terre. Que vous manifestiez ce qui est en vous ou que vous le cachiez, Dieu vous en demandera compte. Puis Il pardonnera à qui Il veut, et châtiera qui Il veut. Et Dieu est Omnipotent.
Sourate 4, verset 88:
Qu'avez-vous à vous diviser en deux factions au sujet des hypocrites ? Alors que Dieu les a refoulés (dans leur infidélité) pour ce qu'ils ont acquis. Voulez- vous guider ceux que Dieu égare? Et quiconque Dieu égare, tu ne lui trouveras pas de chemin (pour le ramener).
Sourate 5, verset 41:
Ô Messager! Que ne t'affligent point ceux qui concourent en mécréance; parmi ceux qui ont dit: "Nous avons cru" avec leurs bouches sans que leurs cœurs aient jamais cru et parmi les Juifs qui aiment bien écouter le mensonge et écouter d'autres gens qui ne sont jamais venus à toi et qui déforment le sens des mots une fois bien établi. Ils disent: "Si vous avez reçu ceci, acceptez-le et si vous ne l'avez pas reçu, soyez méfiants". Celui que Dieu veut éprouver, tu n'as pour lui aucune protection contre Dieu. Voilà ceux dont Dieu n'a point voulu purifier les cœurs. À eux, seront réservés, une ignominie ici-bas et un énorme châtiment dans l'au-delà.
Sourate 5, verset 41:
Et puis, quiconque Dieu veut guider, Il lui ouvre la poitrine à l'Islam. Et quiconque Il veut égarer, Il rend sa poitrine étroite et gênée, comme s'il s'efforçait de monter au ciel. Ainsi Dieu inflige Sa punition à ceux qui ne croient pas.
Sourate 7, versets 178-179:
Quiconque Dieu guide, voilà le bien guidé. Et quiconque Il égare, voilà les perdants. Nous avons destiné beaucoup de djinns et d'hommes pour l'Enfer. Ils ont des cœurs, mais ne comprennent pas. Ils ont des yeux, mais ne voient pas. Ils ont des oreilles, mais n'entendent pas. Ceux-là sont comme les bestiaux, même plus égarés encore. Tels sont les insouciants.,
Sourate 11, verset 34:
Et mon conseil ne vous profiterait pas, au cas où je voulais vous conseiller, et que Dieu veuille vous égarer. Il est votre Seigneur, et c'est vers Lui que vous serez ramenés".
Sourate 14, verset 4:
Et Nous n'avons envoyé de Messager qu'avec la langue de son peuple, afin de les éclairer. Dieu égare qui Il veut et guide qui Il veut. Et, c'est Lui le tout Puissant, le Sage.
Sourate 17, verset 16:
Et quand Nous voulons détruire une cité, Nous ordonnons à ses gens opulents [d'obéir à Nos prescriptions], mais (au contraire) ils se livrent à la perversité. Alors la Parole prononcée contre elle se réalise, et Nous la détruisons entièrement.
Sourate 17, verset 16:
Celui que Dieu guide, c'est lui le bien-guidé et ceux qu'il égare... tu ne leur trouveras jamais d'alliés en dehors de Lui et au Jour de la Résurrection, Nous les rassemblons traînés sur leurs visages, aveugles, muets et sourds. L'Enfer sera leur demeure: chaque fois que son feu s'affaiblit, Nous leur accroîtrons la flamme ardente.
Sourate 28, verset 56:
Tu ne diriges pas celui que tu aimes: mais c'est Dieu qui guide qui Il veut. Il connaît mieux cependant les bien-guidés.
Sourate 39, verset 23:
Dieu a fait descendre le plus beau des récits, un Livre dont [certains versets] se ressemblent et se répètent. Les peaux de ceux qui redoutent leur Seigneur frissonnent (à l'entendre); puis leurs peaux et leurs cœurs s'apaisent au rappel de Dieu. Voilà le [Livre] guide de Dieu par lequel Il guide qui Il veut. Mais quiconque Dieu égare n'a point de guide.
Sourate 39, verset 23:
Quiconque Dieu guide, nul ne peut l'égarer. Dieu n'est-Il pas Puissant et Détenteur du pouvoir de châtier?
Sourate 42, verset 44:
Et quiconque Dieu égare n'a aucun protecteur après Lui. Cependant, tu verras les injustes dire, en voyant le châtiment: "Y a-t-il un moyen de retourner [sur terre]?"
Sourate 42, verset 46:
Il n'auront pas de protecteur en dehors de Dieu pour les secourir et quiconque Dieu égare n'a plus aucune voie.

### Allah décide qui croit et qui mécroit
Sourate 10, versets 99-100:
Si ton Seigneur l'avait voulu, tous ceux qui sont sur la terre auraient cru. Est- ce à toi de contraindre les gens à devenir croyants ? Il n'appartient nullement à une âme de croire si ce n'est avec la permission de Dieu. Et Il voue au châtiment ceux qui ne raisonnent pas.,
Sourate 32, verset 13:
"Si Nous voulions, Nous apporterions à chaque âme sa guidée. Mais la parole venant de Moi doit être réalisée: "J'emplirai l'Enfer de djinns et d'hommes réunis".
Sourate 49, verset 17:
Ils te rappellent leur conversion à l'Islam comme si c'était une faveur de leur part. Dis: "Ne me rappelez pas votre conversion à l'Islam comme une faveur. C'est tout au contraire une faveur dont Dieu vous a comblés en vous dirigeant vers la foi, si toutefois vous êtes véridiques".
Sourate 58, verset 22:
Tu n'en trouveras pas, parmi les gens qui croient en Dieu et au Jour dernier, qui prennent pour amis ceux qui s'opposent à Dieu et à Son Messager, fussent-ils leur pères, leur fils, leurs frères ou les gens de leur tribu. Il a prescrit la foi dans leurs cœurs et Il les a aidés de Son secours. Il les fera entrer dans des Jardins sous lesquels coulent les ruisseaux, où ils demeureront éternellement. Dieu les agrée et ils L'agréent. Ceux- là sont le parti de Dieu. Le parti de Dieu est celui de ceux qui réussissent.

### Allah contrôle notre volonté
Ces versets sont souvent cités pour souligner l'absence de libre arbitre en islam.
Sourate 74, versets 55-56:
Quiconque veut, qu'il se le rappelle. Mais ils ne se rappelleront que si Dieu veut. C'est Lui qui est Le plus digne d'être craint; et c'est Lui qui détient le pardon.,
Sourate 76, versets 29-30:
Ceci est un rappel. Que celui qui veut prenne donc le chemin vers son Seigneur! Cependant, vous ne saurez vouloir, à moins que Dieu veuille. Et Dieu est Omniscient et Sage.,
Sourate 81, verset 29:
Mais vous ne pouvez vouloir, que si Dieu veut, [Lui], le Seigneur de l'Univers.

### Allah sait qu'un enfant va devenir mécréant
Dans l'histoire de Moïse et Al-Khidr, qui se trouve dans la Sourate Al-Kahf (sourate 18, versets 60 à 82), Al-Khidr (désigné comme un serviteur de Dieu à qui Allah a enseigné un savoir particulier) tue un enfant innocent. La raison donnée est que cet enfant causerait des épreuves à ses parents par sa mécréance, afin qu'il soit remplacé par un enfant plus pieux et fidèle.
18:65 Et ils trouvèrent l'un de Nos serviteurs à qui Nous avions accordé une miséricorde de Notre part et à qui Nous avions enseigné une science émanant de Nous.
18:66 Moïse lui dit : « Puis-je te suivre, à condition que tu m'apprennes de ce qu'on t'a enseigné de juste ? »
18:67 Il dit : « En vérité, tu ne pourras jamais être patient avec moi. »
18:68 « Et comment pourrais-tu être patient au sujet de ce que tu ne maîtrises pas par la connaissance ? »
18:69 [Moïse] dit : « Si Allah veut, tu me trouveras patient, et je ne désobéirai à aucun de tes ordres. »
18:70 Il dit : « Si tu me suis, alors ne m'interroge sur rien tant que je ne t'en aurai pas parlé. »
18:71 Ils partirent donc, jusqu'à ce qu'ils montèrent dans un bateau, et [al-Khidr] y fit une brèche. [Moïse] dit : « As-tu fait une brèche pour noyer ses occupants ? Tu as certes commis une chose monstrueuse. »
18:72 [Al-Khidr] dit : « Ne t'avais-je pas dit que tu ne pourrais jamais être patient avec moi ? »
18:73 [Moïse] dit : « Ne me blâme pas pour ce que j'ai oublié et ne m'impose pas une trop grande difficulté dans cette affaire. »
18:74 Ils repartirent donc, jusqu'à ce qu'ils rencontrèrent un garçon, et [al-Khidr] le tua. [Moïse] dit : « As-tu tué une personne pure, sans qu'elle n'ait tué personne ? Tu as certes commis une chose affreuse. »
18:75 [Al-Khidr] dit : « Ne t'avais-je pas dit que tu ne pourrais jamais être patient avec moi ? »
18:76 [Moïse] dit : « Si je t'interroge sur quoi que ce soit après cela, alors ne m'accompagne plus. Tu auras alors une excuse de ma part. »
18:77 Ils repartirent donc, jusqu'à ce qu'ils arrivèrent auprès des habitants d'une ville. Ils demandèrent à ses habitants de la nourriture, mais ceux-ci refusèrent de leur offrir l'hospitalité. Et ils trouvèrent un mur qui menaçait de s'écrouler, alors [al-Khidr] le répara. [Moïse] dit : « Si tu avais voulu, tu aurais pu demander un salaire pour cela. »
18:78 [Al-Khidr] dit : « C'est la séparation entre toi et moi. Je vais t'informer de l'interprétation de ce sur quoi tu n'as pas pu être patient. »
18:79 « Quant au bateau, il appartenait à des pauvres qui travaillaient en mer. J'ai voulu y faire un défaut, car un roi se trouvait derrière eux et s'emparait de tout bateau en bon état par la force. »
18:80 « Quant au garçon, ses parents étaient croyants, et nous avons craint qu'il ne leur impose rébellion et mécréance. »

### Versets mentionnant explicitement ou implicitement la Table Gardée
La Table Gardée (al-Lawh al-Mahfûdh) est mentionnée dans plusieurs versets du Coran, bien qu'elle ne soit pas toujours appelée par ce nom spécifique. Ce concept fait référence à un registre prééternel dans lequel tout est inscrit par Allah : les décrets divins, les événements passés et futurs, et les destinées de toutes les créatures. Voici les principaux versets qui y font référence :
Sourate 85, versets 21-22:
Mais c'est plutôt un Coran glorifié, préservé sur une Table Gardée.
- Ces versets mentionnent directement al-Lawh al-Mahfûdh, soulignant que le Coran est conservé dans cet enregistrement divin, à l'abri de toute altération[40].

Sourate 6, verset 59:
C'est Lui qui détient les clefs de l'Inconnaissable. Nul autre que Lui ne les connaît. Et Il connaît ce qui est dans la terre ferme, comme dans la mer. Et par une feuille ne tombe qu'Il ne le sache. Et pas une graine dans les ténèbres de la terre, rien de frais ou de sec, qui ne soit consigné dans un livre explicite.
- Ce "Livre explicite" est interprété comme une référence à la Table Gardée, où tout est enregistré[40].

Sourate 57, verset 22:
"Il n'y a pas de malheur qui atteigne la terre ni vos personnes, qui ne soit inscrit dans un Livre avant que Nous ne l'ayons créé. Cela est certes facile pour Allah."
- Ici encore, le "Livre" mentionné est souvent compris comme al-Lawh al-Mahfûdh[40].

Sourate 10, verset 61:
"Tu ne te trouveras dans aucune situation, tu ne réciteras aucun passage du Coran, vous n'accomplirez aucun acte sans que Nous soyons témoin au moment où vous l'entreprendrez. Il n'échappe à ton seigneur ni le poids d'un atome sur terre ou dans le ciel, ni un poids plus petit ou plus grand qui ne soit déjà inscrit dans un livre évident."
- Ce verset confirme encore que tout est enregistré dans un Livre connu de Dieu seul[40].

Sourate 50, verset 4:
"Certes, Nous savons ce que la terre rongera d'eux [de leurs corps]; et Nous avons un Livre où tout est conservé."
- Ce "Livre où tout est conservé" fait également allusion à la Table Gardée[40].

## Prédestination selon les hadiths
En dehors du Coran, il existe de nombreux hadiths authentifiés (sahîh) qui mentionnent explicitement la notion de prédestination en Islam. Parmi eux, voici quelques exemples explicites:

### Sahîh al-Bukhari n°3208
Ce hadith montre que d'après le prophète de l'islam, l'entièreté de la vie d'un homme (ses actions, son comportement, sa croyance, sa mort et s'il ira au paradis ou en enfer) sont écrits par les anges dès le moment de sa conception. Ce hadith est souvent cité par les détracteurs de l'islam car il entre en totale contradiction avec la notion de libre-arbitre, puisque les actions et décisions d'une personne ne sont pas prises par la personne elle-même, mais par Allah qui écrit le destin de la personne au travers des anges.
Le Messager d'Allah (ﷺ), le véridique et réellement inspiré, a dit :
"La création d'un être humain est assemblée dans le ventre de la mère en quarante jours, puis il devient une adhérence de sang épais pendant une période similaire, puis un morceau de chair pendant une période similaire. Ensuite, Allah envoie un ange qui reçoit l'ordre d'écrire quatre choses. Il reçoit l'ordre d'écrire ses actions, sa subsistance, le moment de sa mort, et s'il sera bienheureux ou misérable (en religion). Ensuite, l'âme est insufflée en lui. Ainsi, un homme parmi vous peut accomplir de bonnes actions jusqu'à ce qu'il ne reste qu'une coudée entre lui et le Paradis, puis ce qui a été écrit pour lui décide de son comportement, et il commence à accomplir des actions caractéristiques des gens du Feu (de l'Enfer). De même, un homme parmi vous peut accomplir de mauvaises actions jusqu'à ce qu'il ne reste qu'une coudée entre lui et le Feu (de l'Enfer), puis ce qui a été écrit pour lui décide de son comportement, et il commence à accomplir des actions caractéristiques des gens du Paradis."

### Sahîh al-Bukhari n°4948
De nouveau, ce hadith montre que le destin d'une âme dans l'au-delà est déjà déterminé avant la naissance de l'individu:
Alors que nous étions dans un cortège funèbre au cimetière de Baqi al-Gharqad, le Messager d’Allah (ﷺ) vint et s’assit. Nous nous assîmes autour de lui. Il tenait un petit bâton dans sa main, inclina la tête et se mit à gratter le sol avec ce bâton.
Puis il dit :
"Il n’y a personne parmi vous, ni aucune âme créée, sans que sa place ne soit déjà écrite, soit au Paradis, soit en Enfer, et sans que son sort heureux ou malheureux dans l’au-delà ne soit déjà écrit."
Un homme dit alors :
"Ô Messager d’Allah ! Devons-nous nous reposer sur ce qui a été écrit pour nous et abandonner les bonnes actions ? Car celui d’entre nous qui est destiné à être heureux dans l’au-delà rejoindra les gens heureux, et celui qui est destiné à être misérable fera les actions propres aux gens misérables."
Le Prophète (ﷺ) répondit :
"Ceux qui sont destinés à être heureux (dans l’au-delà) trouveront qu’il est facile et agréable d’accomplir les actions caractéristiques des gens destinés au bonheur, tandis que ceux qui sont destinés à être misérables trouveront qu’il est facile d’accomplir les actions caractéristiques des gens destinés à la misère."
Puis il récita ces versets :
"Quant à celui qui donne (en aumône), craint Allah et croit en la meilleure récompense (d’Allah), Nous lui faciliterons l’accès au bonheur."

### Sahîh Muslim 2650
Ce hadith montre que même du temps de Mahomet, les gens s'interrogeaient déjà sur la contradiction entre la prédestination divine et le fait de punir les pécheurs dans l'au delà:
Un homme posa cette question :
"Quel est ton avis concernant ce que les gens font aujourd'hui dans ce monde et pour quoi ils s'efforcent ? Est-ce quelque chose qui leur a été décrété et préordonné, ou bien leur sort dans l'au-delà sera-t-il déterminé par le fait que leurs prophètes leur ont apporté des enseignements qu'ils n'ont pas suivis ?"
Je répondis :
"Bien sûr, c'est quelque chose qui leur a été prédéterminé et préordonné."
Il poursuivit :
"Alors, cela ne serait-il pas une injustice (de les punir) ?"
Je fus grandement troublé par cette question et répondis :
"Tout est créé par Allah et est sous Sa Puissance. Il ne sera pas interrogé sur ce qu'Il fait, mais eux seront interrogés."
Il me dit alors :
"Qu'Allah te fasse miséricorde ! Je ne voulais pas te poser cette question pour autre chose que pour tester ton intelligence."
Ensuite, deux hommes de la tribu de Muzayna vinrent au Messager d'Allah (ﷺ) et dirent :
"Ô Messager d'Allah, quel est ton avis sur ce que les gens font dans ce monde et pour quoi ils s'efforcent ? Est-ce quelque chose qui leur a été décrété et préordonné ? Leur sort dans l'au-delà sera-t-il déterminé par le fait que leurs prophètes leur ont apporté des enseignements auxquels ils n'ont pas obéi, devenant ainsi méritants du châtiment ?"
Le Prophète (ﷺ) répondit :
"Bien sûr, cela se passe comme cela a été décrété par le Destin et préordonné pour eux. Et cette vision est confirmée par ce verset du Livre d'Allah, l'Exalté et le Glorieux :
'Et par l'âme et Celui qui l'a harmonieusement façonnée, puis lui a inspiré son immoralité et sa piété.'
(Sourate Ash-Shams, 91:7-8)",

### Sahîh Muslim n°8
Ce hadith indique clairement que la croyance au décret divin est l'un des piliers de la foi en islam:
Un jour, nous avons décidé, si jamais nous rencontrions l'un des Compagnons du Messager d'Allah (paix et bénédictions sur lui), de lui poser des questions concernant ce qui est dit à propos du taqdir (le Décret divin). Par hasard, nous sommes tombés sur Abdullah ibn Umar ibn al-Khattab alors qu'il entrait dans la mosquée. Mon compagnon et moi l'avons entouré, l'un se tenant à sa droite et l'autre à sa gauche. J'espérais que mon compagnon me donnerait l'autorisation de parler.
Alors, j'ai dit :
— Abu Abdur Rahman ! Il y a des gens dans notre région qui récitent le Coran et cherchent à acquérir de la connaissance. Puis, après avoir parlé de leurs affaires, j'ai ajouté : Ces gens prétendent qu'il n'y a pas de Décret divin et que les événements ne sont pas prédestinés.
Abdullah ibn Umar répondit :
— Lorsque vous rencontrez ces gens, dites-leur que je n'ai rien à voir avec eux, et qu'ils n'ont rien à voir avec moi. En vérité, je ne suis en aucun cas responsable de leur croyance.
Abdullah ibn Umar jura par Allah et dit :
— Si l'un d'entre eux, qui ne croit pas au Décret divin, possédait de l'or équivalent à la masse du mont Uhud et qu'il le dépensait dans le chemin d'Allah, Allah ne l'accepterait pas, à moins qu'il ne croie au Décret divin.
Il ajouta :
— Mon père, Umar ibn al-Khattab, m'a raconté :
Un jour, nous étions assis en compagnie du Messager d'Allah (paix et bénédictions sur lui) lorsqu'un homme apparut devant nous. Il portait des vêtements d'une blancheur éclatante et avait des cheveux d'une noirceur extraordinaire. Il n'y avait aucun signe de voyage sur lui, et aucun d'entre nous ne le connaissait. Il s'assit enfin devant le Prophète (paix et bénédictions sur lui), s'agenouilla, posa ses paumes sur ses cuisses et dit :
— Muhammad, informe-moi au sujet de l'islam.
Le Messager d'Allah (paix et bénédictions sur lui) répondit :
— L'islam consiste à témoigner qu'il n'y a pas de divinité digne d'adoration en dehors d'Allah, et que Muhammad est le Messager d'Allah, à établir la prière, à payer la zakat, à jeûner durant le Ramadan, et à accomplir le pèlerinage (hajj) à la Maison sacrée si tu en as les moyens.
L'homme dit :
— Tu as dit la vérité.
Umar ibn al-Khattab ajouta :
— Cela nous étonna qu'il pose une question et qu'il confirme lui-même la véracité de la réponse.
L'homme poursuivit :
— Informe-moi au sujet de la foi (iman).
Le Prophète (paix et bénédictions sur lui) répondit :
— La foi consiste à croire en Allah, en Ses anges, en Ses Livres, en Ses Messagers, au Jour du Jugement, et à croire au Décret divin, qu'il soit bon ou mauvais.
L'homme dit :
— Tu as dit la vérité.
Puis il demanda :
— Informe-moi au sujet de l'excellence (ihsan).
Le Prophète répondit :
— C'est d'adorer Allah comme si tu Le voyais, car même si tu ne Le vois pas, Lui, certes, te voit.
L'homme demanda encore :
— Informe-moi au sujet de l'Heure (du Jugement dernier).
Le Prophète répondit :
— Celui qui est interrogé à ce sujet n'en sait pas plus que celui qui interroge.
L'homme dit :
— Dis-moi alors quelques-uns de ses signes.
Le Prophète répondit :
— Que la servante donne naissance à sa maîtresse, et que tu vois les va-nu-pieds, les démunis et les gardiens de troupeaux rivaliser dans la construction de grands bâtiments.
Umar ibn al-Khattab ajouta :
— Puis l'homme partit, et je restai longtemps avec le Prophète (paix et bénédictions sur lui). Ensuite, il me dit :
— Umar, sais-tu qui était cet homme ?
Je répondis :
— Allah et Son Messager le savent mieux.
Le Prophète dit :
— C'était Gabriel. Il est venu vous enseigner votre religion.

## Sunnisme

### Acharisme
L'école acharite indique que :
1. Dieu sait toute chose de toute éternité. Par conséquent, tout ce qui se produit dans ce monde est conforme à sa volonté. Les actes des humains font partie de ce que Dieu sait. Ainsi, ce qu'ils font est conforme à sa volonté. C'est le sens même de la prédestination - et donc la négation de la liberté humaine. "La thèse ash'arite ne fait aucune concession au libre arbitre humain"[51].
2. Les humains, par l'observation même, ont une volonté. Ils agissent et œuvrent, sans savoir ce que Dieu a su et voulu pour eux. Les acharites affirment que la volonté des humains est soumise à la volonté de Dieu. Ils se basent les hadiths de Mahomet cités plus haut, ainsi que sur le verset du Coran qui dit : "Mais vous ne pouvez vouloir, que si Dieu veut."[37]

Cette notion est, pour certains mais c'est loin d'être une unanimité, l'une des six croyances nécessaires à la foi. Deux acceptions sont possibles :
- Pour certains, l'action d'une personne n'est pas écrite en soi, mais doit arriver pour cette personne. Le libre arbitre (ikhtiyar) est donc limité.
- Une autre perspective affirme que Dieu est omniscient et par conséquent a la prescience de tous les futurs possibles. Dieu juge alors quels futurs seront permis, et le choix des hommes se situe entre les différentes possibilités approuvées par lui. Elle suppose donc un certain libre arbitre. Les adeptes de cette doctrine ont été appelés Qadarîy (qadarīy, قدريّ : fataliste). Ce terme est à prendre par antiphrase puisqu'au contraire il désigne une personne croyant en la responsabilité personnelle de tous les croyants.

## Mu'tazilites
Les mutazilites sont qadarites de façon beaucoup moins ambiguë. Ils se sont opposés aux acharites, qui considèrent en général que toute action vient de Dieu, qui est cause de tout, y compris des actes humains. Pour les mutazilites, cela revient à faire de Dieu la cause du mal, conséquence qu'ils ont du mal à accepter. Alors que les acharites mettent l'accent sur la toute-puissance divine, les mutazilites mettent en valeur sa Justice. L'injustice, pour eux, ne saurait être le fruit de la volonté divine, mais de la liberté humaine.

## Chiisme
Pour les chiites, la vérité se situe entre les deux : « Ni contrainte, ni libre arbitre total, la vérité se trouve entre les deux extrêmes ». La Voie intermédiaire (Amrun Bayn-al-Amrayn) est considérée comme une question complexe qui ne peut pas être pleinement comprise de tous.

## Controverses philosophiques
La notion de prédestination a soulevé beaucoup de débats au sein des théologiens musulmans, ainsi que chez les critiques de l'islam. Le principal problème soulevé est son incompatibilité avec la notion de libre-arbitre qui stipule que les êtres humains sont libres et responsables de leurs actions et décisions. Si les humains ne sont pas responsables de leurs actions, ni de leurs croyances, alors est-ce moral de punir les pécheurs par l'enfer éternel?
La question de la prédestination a été soulevée par l'école rationaliste islamique Muʿtazilite dès ses débuts. Si tout ce qui s'est passé et tout ce qui se passera, y compris les actes de bien et de mal, a déjà été déterminé par Allah, cela ne signifie-t-il pas que tout ce qu'un être humain fait au cours de sa vie ne fait que suivre le décret divin ? Comment les êtres humains peuvent-ils être responsables de ces actes et même être punis par un tourment éternel en enfer ? Selon Justin Parrott de l'Institut Yaqeen, cette question a été un « sujet important à travers l'histoire », abordé même par le philosophe grec ancien Aristote il y a plus de 2000 ans. L'orientaliste Alfred Guillaume souligne que ce dilemme a préoccupé les théologiens de toutes les religions qui prétendent présenter un Dieu à la fois tout-puissant et moral.
L'école théologique Ash'arite du 10e siècle, l'une des principales écoles sunnites de théologie islamique, réconcilie la punition en enfer avec la doctrine de la toute-puissance divine à travers sa doctrine du kasb (acquisition). Selon cette doctrine, bien que tous les actes, y compris les actes humains de mal, soient créés par Allah, l'être humain qui accomplit l'acte en est responsable parce qu'il l'a « acquis ». Les humains ont uniquement le pouvoir de décider entre les possibilités prédéfinies créées par Allah. Maria De Cillis explique qu'Al-Baqillani a spécifié la différence entre un acte qui n'est pas libre et un acte acquis. « Acquérir », dans ce contexte, signifie qu'une personne accomplit son acte librement grâce à des forces physiques générées par des actes conjoints. Un tel acte est lié à un concept qui permet de distinguer entre récompense et punition. Al-Baqillani reconnaît qu'une personne a la capacité d'agir de manière à faire coïncider ses actions avec ce que Allah désire ou rejette, attribuant ainsi une connotation morale aux actions.
Les Muʿtazilites, pour leur part, ont soutenu qu'il était « impensable » qu'Allah « punisse un homme pour ce qu'Il a Lui-même ordonné ». Les critiques ont accusé Mahomet de ne faire « aucun effort pour aborder la difficulté causée par ses révélations contradictoires sur ce sujet ». Ibn Warraq, critique de l'islam, affirme dans son livre Pourquoi je ne suis pas musulman que le « système de prédestination » transforme les hommes en « automates », sapant « la notion de responsabilité morale » et la justification des sévères punitions de l'enfer.
Selon Maria De Cillis, les conséquences politiques du débat entre libre arbitre et déterminisme s'étendent au-delà du domaine académique et religieux, touchant également la sphère politique. Par exemple, des autorités tyranniques et corrompues encouragent parfois le fatalisme pour présenter les maux sociaux comme étant « divinement voulus et prédéterminés ». Justin Parrott souligne que la pensée selon laquelle tout est déjà décrété par le Créateur pose des problèmes aux théologiens et aux philosophes, notamment en ce qui concerne la relation entre la prédestination et le libre arbitre. Cedomir Nestorovic avance que l'acceptation limitée du libre arbitre pourrait influencer l'économie islamique. La croyance en un libre arbitre pourrait motiver les individus à changer l'ordre des choses. En revanche, une absence de cette croyance rendrait peu probable qu'une entreprise initie des changements.

## Sources